# 1640
Năm 1640 là một năm nhuận bắt đầu vào Chủ Nhật trong lịch Gregory (hoặc một năm nhuận bắt đầu vào thứ Tư trong lịch Julius chậm hơn 10 ngày).

## Sự kiện
- Năm bắt đầu cuộc Cách mạng tư sản Anh

## Sinh
- 25 tháng 1 - William Cavendish, 1 Công tước xứ Devonshire, người lính Anh, (mất 1707)
- 18 tháng 3 - Philippe de la Hire, nhà toán học và thiên văn người Pháp (mất 1719)
- 30 tháng 3 - John Trenchard, người Anh (mất 1695)
- 1 tháng 4 - Georg Mohr, nhà toán học người Đan Mạch (mất 1697)
- 31 tháng 5 - Michael của Ba Lan (mất 1673)
- 9 tháng 6 - Leopold I, Hoàng đế La Mã Thần thánh (mất 1705)
- 10 tháng 7 - Aphra Behn, tác gia người Anh (mất 1689)
- 29 tháng 9 - Antoine Coysevox, nhà điêu khắc người Pháp (mất 1720)
- 28 tháng 11 - Willem de Vlamingh, thuyền trưởng Flemish
- 6 tháng 12 - Claude Fleury, sử gia người Pháp (mất 1723)
- 13 tháng 12 - Robert Nội, nhà tự nhiên học người Anh (mất 1696)